# Софія Прекрасна: Елен і Таємниця Авалора
Софія Прекрасна: Елен і Таємниця Авалора (англ. Elena and the Secret of Avalor)— американський фентезійно-пригодницький мультфільм, кросовер мультсеріалів Софія Прекрасна (повнометражного фільму Софія Перша: Жила собі принцеса) від каналу Disney Junior та Елен з Авалора від каналу Disney Channel. Всесвітня прем'єра відбулася 20 Листопада 2016 року, на обох каналах Disney Channel and Disney Junior. Українська прем'єра відбулася 8 березня 2017 року на телеканалі Плюс-Плюс.

## Сюжет
Під час останнього заняття у школі принцесі Софії наснився сон наяву. У таємній бібліотеці від чаклуна Алаказара вона дізналася, що її амулет дивно блимав, бо колись зла чаклунка ув'язнила у ньому дівчину з далекого королівства — Елен, принцесу Авалора. Відважній Софії доведеться докласти чимало зусиль, щоб звільнити Елен, проте вона не буде сама, адже такі нові друзі, як онук мага — Матео та чарівні істоти — ягукрили (крилаті ягуари) також хочуть допомогти відновити справедливість у своєму королівстві та жити у мирі й злагоді, як у давні часи. 

## Акторський склад

### Головні персонажі
- Принцеса Софія — Аріель Вінтер
- Принцеса Елен — Еймі Кареро
- Шурікі — Джейн Фонда

### Персонажі мультсеріалу «Софія Прекрасна»
- Королева Міранда — Сара Рамірез
- Принцеса Ембер — Дарсі Роуз Бірнз
- Принц Джеймс — Тайлер Мерна
- Король Роланд II — Тревіс Віллінгем
- Флора — Барбара Діріксон

### Персонажі мультсеріалу «Елен з Авалора»
- Міґз — Кріс Парнелл
- Луна — Іветт Ніколь Браун
- Скайлар — Карлос Алазракі
- Принцеса Ізабель — Дженна Ортега
- Франциско — Еміліано Діез
- Луїза — Джуліа Вера
- Канцлер Естебан — Крістіан Ланз
- Наомі — Джиліан Роуз Рід
- Матео — Джозеф Гаро
- Зузо — Кіт Ферґюсон
- Алаказар — Андре Солюццо
- Армандо — Джо Нунез
- Рафа — Ана Ортіз